# تئاتر هنری مسکو

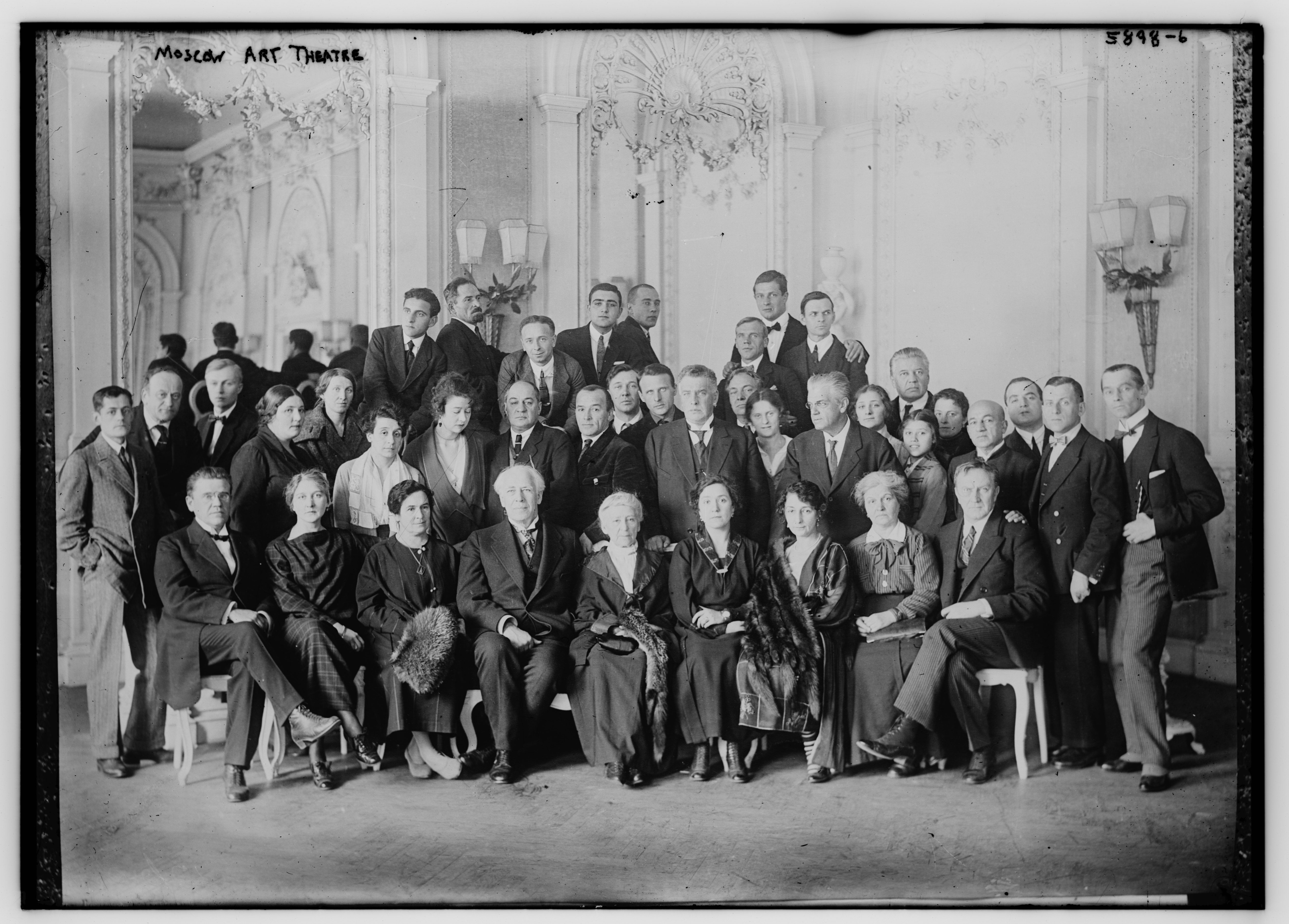
تئاتر هنری مسکو

تئاتر هنری مسکو در سال ۱۸۹۶ به ابتکار کنستانتین استانیسلاوسکی و ولادیمیر نمیروویج دانچنکو شروع به فعالیت کرد. اولین اثر نمایشی در این تئاتر نمایشنامه مرغ دریایی نوشته آنتوان چخوف بود. این اثر بعد از یک اجرای ناموفق در سن پطرزبورگ باعث گردید که چخوف قسم بخورد که تا آخر عمر نمایشنامه ننویسد. اما با پیشنهاد ولادیمیر نمیروویج دانچنکو این نمایشنامه به کارگردانی کنستانتین استانیسلاوسکی در تئاتر هنری مسکو اجرا شد و نویسنده را به وجد آورد و چخوف سه نمایشنامه معروف خود دایی وانیا، سه خواهر و باغ آلبالو را برای اجرا در این تئاتر نوشت.

## دعوت ازوسولد مایرهولد
در سال ۱۹۰۴ که کنستانتین استانیسلاوسکی احساس می‌کرد تئاتر واقع‌گرا بیش از پیش گرفتار آمده از وسولد مایرهولد دعوت کرد تا کارگاهی آموزشی در تئاتر هنری مسکو دایر کند که با استقبال وی روبرو شد.
افراد دیگری مانند گوردن کریگ در این تئاتر تجربیاتی کسب نمودند.